# XHamster
xHamster — бесплатный порнографический видеохостинг с штаб-квартирой в Лимасоле, Кипр. С 10 миллионами зарегистрированных пользователей сайт является третьим по популярности порнографическим сайтом после XVideos и Pornhub. По состоянию на август 2017 года, сайт находится на 75 месте среди самых посещаемых сайтов мира.
Сайт снимает реалити-шоу «Sex Factor», в котором мужчины и женщины соревнуются за право стать порнозвёздами. xHamster часто становится целью кампаний против интернет-порнографии и блокируется правительствами разных стран.

## Вредоносная реклама
Исследователь Конрад Лонмор утверждает, что в рекламных объявлениях, показываемых на сайтах, были обнаружены вредоносные программы, устанавливающие вредоносные файлы на компьютерах пользователей без их разрешения. Лонмор рассказал BBC, что наибольшую угрозу представляют два популярных сайта — xHamster и PornHub.